# Orso degli Alberti

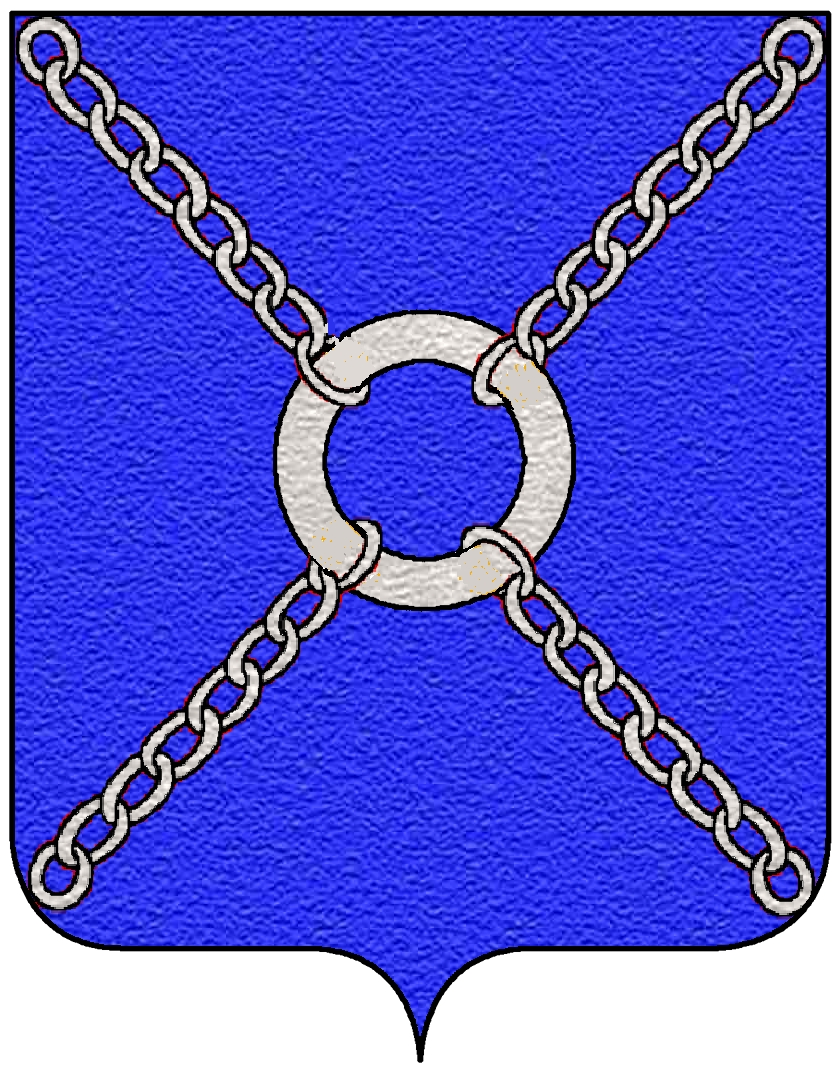
Stemma degli Alberti

Orso degli Alberti, il Conte Orso (... – 1286), è stato figlio del conte Napoleone della famiglia degli Alberti di Mangona, ucciso dal cugino Alberto nel 1286.

## Biografia
Viene citato nella Divina Commedia di Dante Alighieri nel canto VI del Purgatorio.
Il padre Napoleone e lo zio Alessandro, padre di Alberto, sono posti da Dante nella Caina, tra i traditori dei parenti. L'uccisione di Orso è una delle tante crudeli vendette che insanguinarono la famiglia degli Alberti di Mangona fino all'uccisione di Alberto (1325) da parte di un nipote, Spinello.